# 朱載均
吉端王朱載均 （1527年—1561年），是定王朱厚𤊻庶第一子，生母馬氏，明朝第三代吉王。

## 生平
朱載均于嘉靖十五年（1536年）十二月受封光化王，後於嘉靖十九年（1540年）襲封吉王。他在位二十一年，在嘉靖四十年（1561年）過世，諡號端，兩年後由其嫡子朱翊鎮嗣位。

## 子女
1. 嫡長子：未取名早夭。
2. 庶次子：吉宣王朱翊鑾（？-1618），母葉氏。
3. 庶三子：長沙恭簡王朱翊鋋（1548-1621），嘉靖三十六年封，天啟元年薨。
4. 庶四子：穀城昭憲王朱翊鉉（1550-1592），嘉靖三十八年封，萬曆二十年薨。
5. 嫡五子：吉莊王朱翊鎮（1554-1570）